# Sondershausen
Sondershausen là một thị xã ở bang Thüringen, Đức, thủ phủ của Kyffhäuser, có cự ly khoảngt 50 km về phía bắc của Erfurt. Ngày 1 tháng 11 năm 2007, đô thị cũ Schernberg đã được sáp nhập vào.
Cho đến năm 1918, khu vực này vẫn thuộc công quốc Schwarzburg-Sondershausen.
Ở đây có lâu đài Sondershausen theo kiến trúc Baroque (1764-1771), cung hoàng tử cổ (1721-1725) - hiện nay là văn phòng hành chính của huyện Kyffhäuser.

## Nhân vật địa phương nổi tiếng
- Rudolf Arzinger, (1922 – 1970)
- Felix Becker (1864 – 1928)
- Johann Günther Friedrich Cannabich (1777 – 1859)
- Edmund Döring (1860 – 1938), Heimatforscher
- Ernst Ludwig Gerber (1746 – 1819)
- Thilo Irmisch (1816 – 1878)
- Michael Kohl (1929 – 1981)
- Karl Krieghoff (1905 – 1984), Heimatdichter
- Vera Lengsfeld (1952–)
- Kurt Lindner (1906 – 1987), Science of Hunting
- Valentin Ernst Löscher (1674 – 1749), Theology, Writer
- Ludwig Günther Martini (1647–1719)
- Hermann Müller (1891–1984), Heimatforscher
- Gunda Niemann-Stirnemann (1966–)
- Ronald Paris (1933–)
- Volker Strübing (* 1971)
- Johann Karl Wezel (1747–1819)
- Jörg Hoffmann (* 1963)